# Katakomba

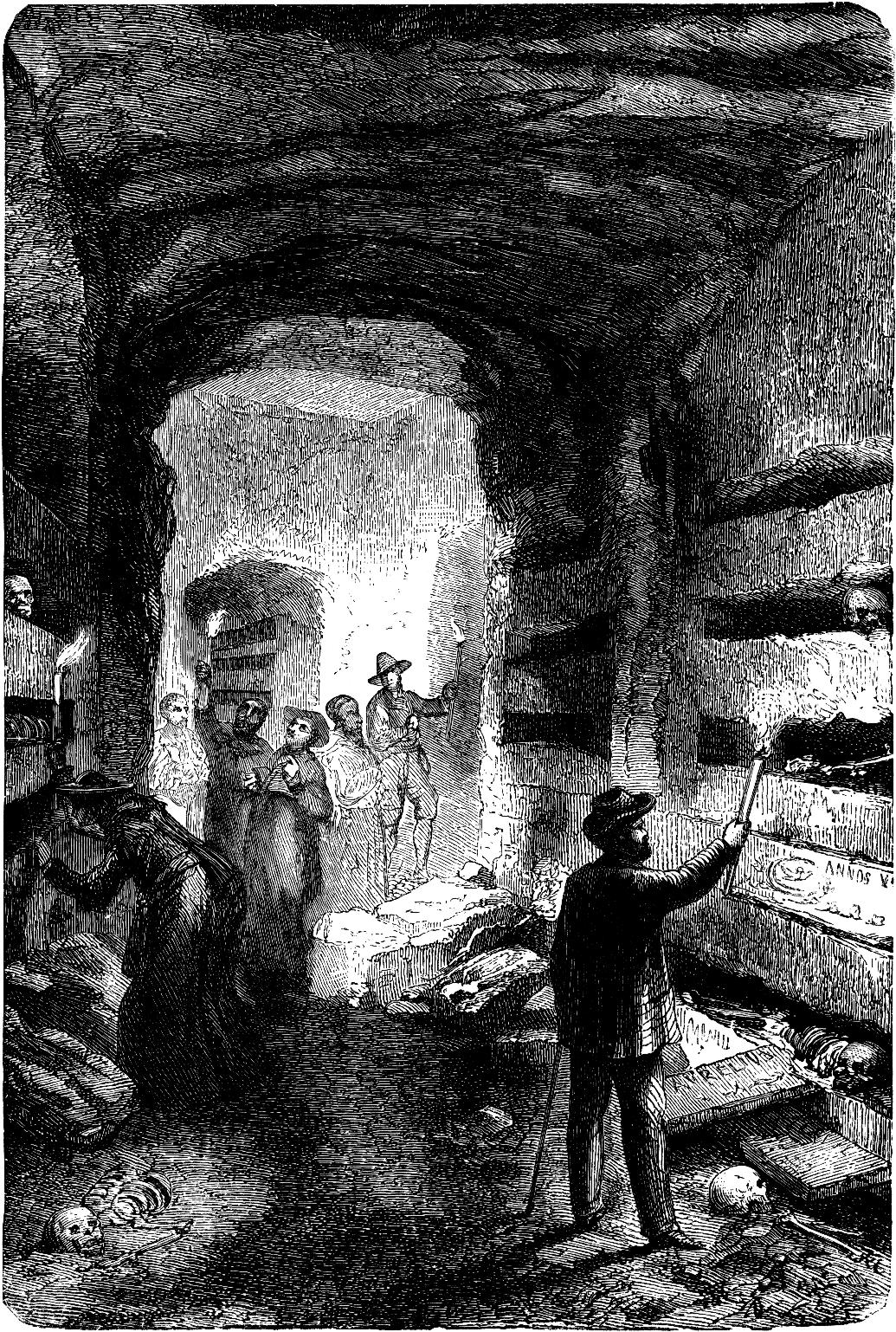
A nápolyi katakombák 19. századi ábrázolása

A katakomba föld alatti járatok, temetkező-, gyülekezőhelyek vagy bányajáratok rendszere. Egy részük a korai keresztények föld alatti temetkezési és istentiszteleti helye volt a keresztényüldözések korában.
Sokfelé találhatók kisebb-nagyobb katakombák; a legismertebbek a római és párizsi katakombák, de a világ legnagyobb katakombarendszere Odessza alatt húzódik.

## A szó eredete
A szó a többes számban álló latin catacumbæ szóból ered, mégpedig a cata tumbas (a sírok között), kifejezésből, eredetileg az ógörög κατα (lenn) illetve τυμβος (sír) szavakból.

## A római katakombák

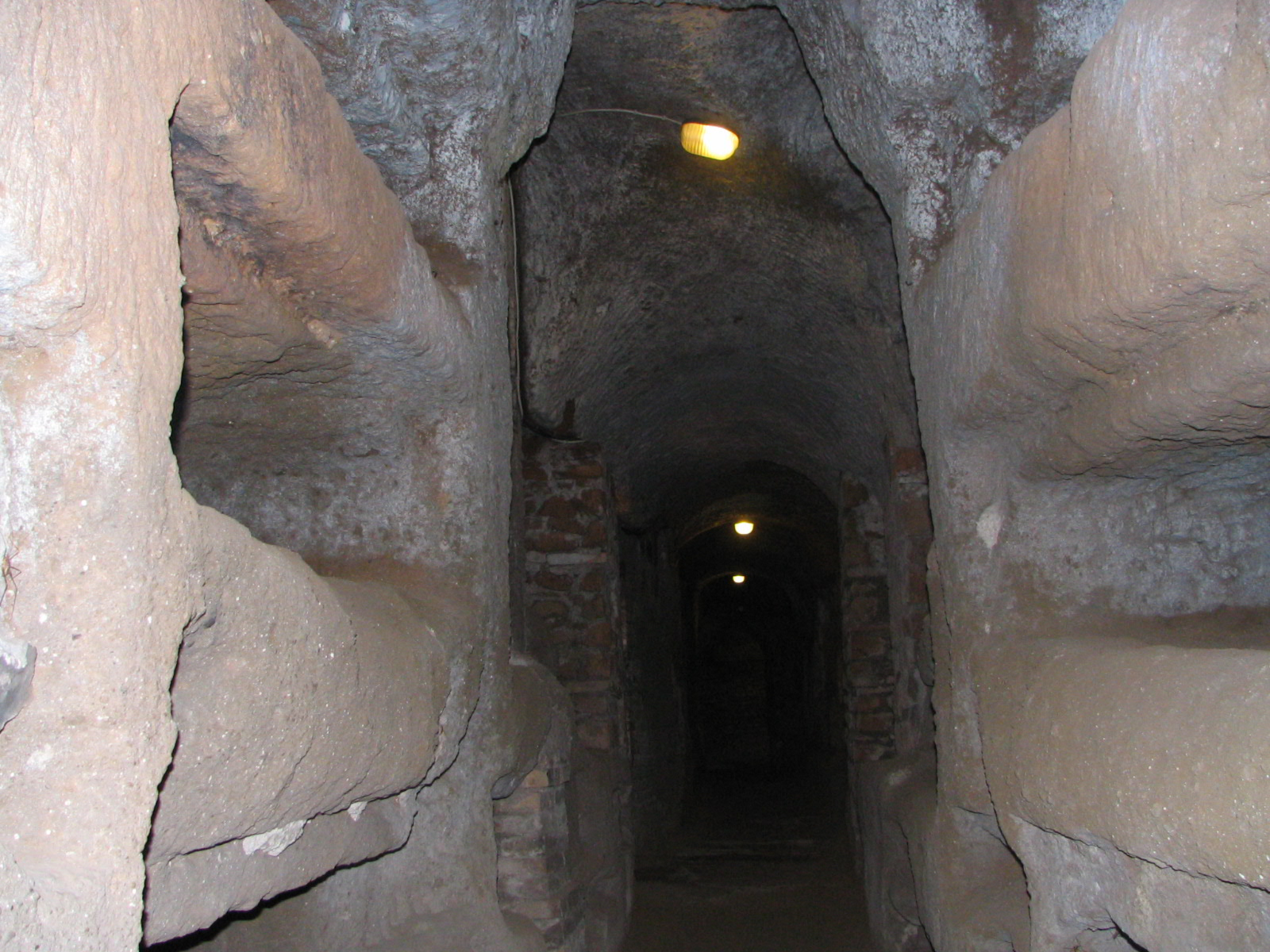
Római katakomba folyosója

Miután 1587-ben homokásó munkások a Priscilla-katakombába leszakadtak, Bosio régész kutatni kezdte a föld alatti üregeket s azóta számos kutató írta le a föld alatti Rómát. Napjainkra mintegy ötven katakomba ismert. A legnevezetesebbek: 
- Szent Callixtus katakombái (Catacombe di San Callisto)
- Szent Sebestyén katakombái (Catacombe di San Sebastiano)
- Szent Domitilla katakombái (Catacombe di Domitilla)
- Priscilla-katakomba (Catacombe di Priscilla)

Jelenleg a katakombák többségükben üresek, miután az azokban talált csontokat máshova szállították; egy részüket a Szent Péter-bazilika kriptájában helyezték el.

## A párizsi katakombák
Régen kőbányák voltak itt, innen bányászták a követ Párizs építéséhez. Később azonban bezárt, majd a 18. század második felében, amikor Párizs rohamosan terjeszkedni kezdett, és a súlyos közegészségügyi veszélyt jelentő régi köztemetőket felszámolták, a halottak csontjait ebbe a kiürült alagútrendszerbe szállították le. Az alagútrendszer egy része látogatható.

## Odesszai katakombák
A 19. században a legtöbb odesszai ház mészkőből épült, amelyet a közelben bányásztak. A házak építésekor, hogy ne kelljen messziről idecipelni a mészköveket, egyre inkább a város alól bányásztak. Ahogy a bányászok kitermelték a mészkövet, alagutak kezdtek kialakulni. A város alatt nemsokára kialakult egy kusza labirintus, melyet senki nem tervezett előre. A föld alatti hálózat pedig idővel a városon kívüli területekre is kiterjedt. Ma a világ legnagyobb labirintusrendszere.

## Különböző sírfajták

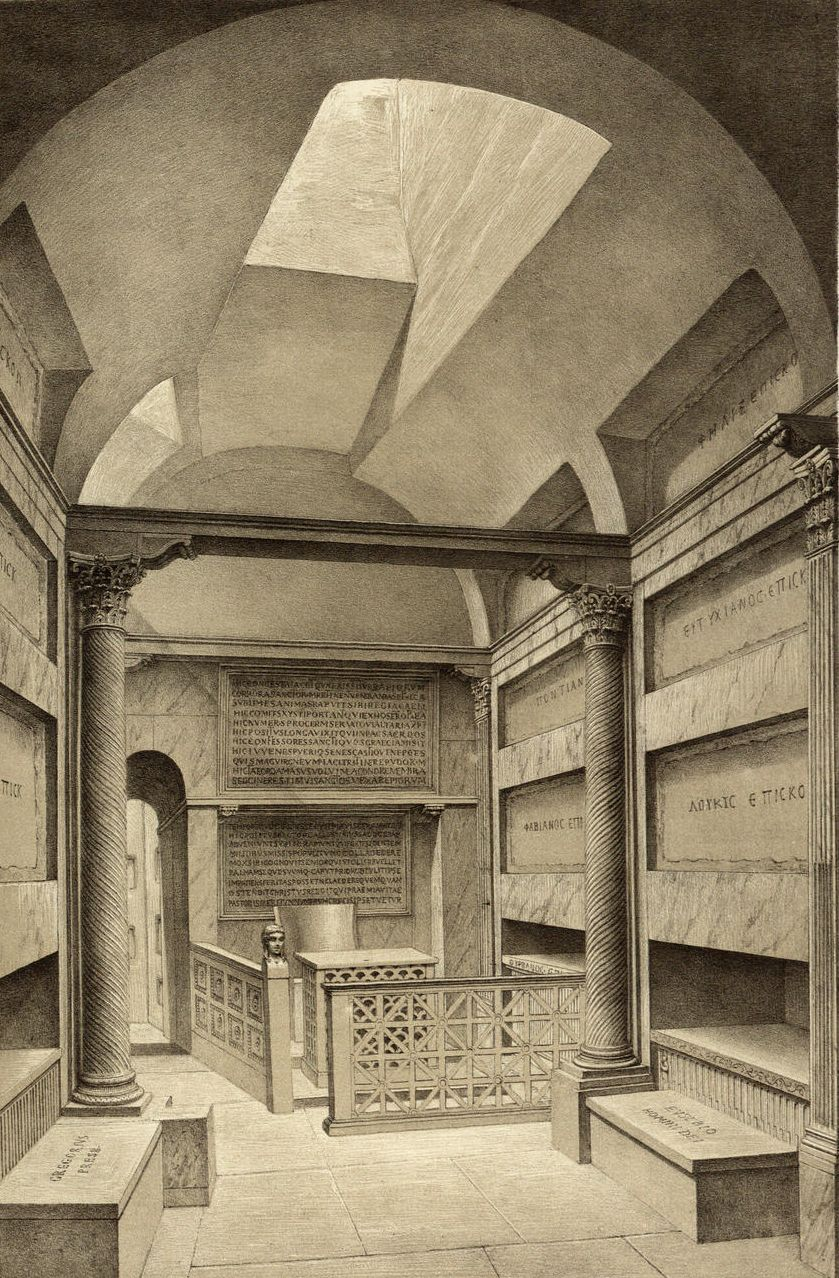
A pápák kubikulumának rekonstrukciója a Szt. Kallixtusz katakombáiban (Giovanni Batista de Rossi, 1867)

A loculinak nevezett fülkéken kívül a síroknak több formája volt a katakombákban: ilyen az arcosolium, a sarcophagus, a cubiculum és a crypt.
- Az arcosolium a harmadik és negyedik században használatos sír, egy fülkénél nagyobb, boltozatos helyiség. Gyakran egész családok temetkeztek ide.
- A sarcophagus egy kő vagy márványkoporsó, ami rendszerint kegyeleti tárgyat vagy szent szöveget is tartalmazott.
- A cubicula (kubikula) /jelentése „hálószobák”/, mint a nevük is mutatja, több fülkéből álló sír, családi temetkezésekre. Ennek a fajta sírnak a használata nemcsak a gazdag családok privilégiuma volt. A cubiculákat és az arcosoliumokat falra festett képek díszítették, amelyek bibliai jeleneteket ábrázoltak, a keresztségből vették témájukat, vagy az eucharisztiából, esetleg a feltámadást jelenítették meg, Jónás történetén keresztül.
- A crypt egy nagyobb szoba, és I. Damasus pápa idejében volt használatos. Sok mártírnak a sírja alakult át crypttá, ami tulajdonképpen föld alatti templom volt, falfestéssel, mozaikkal vagy más dekorációval.

## Keresztény szimbólumok

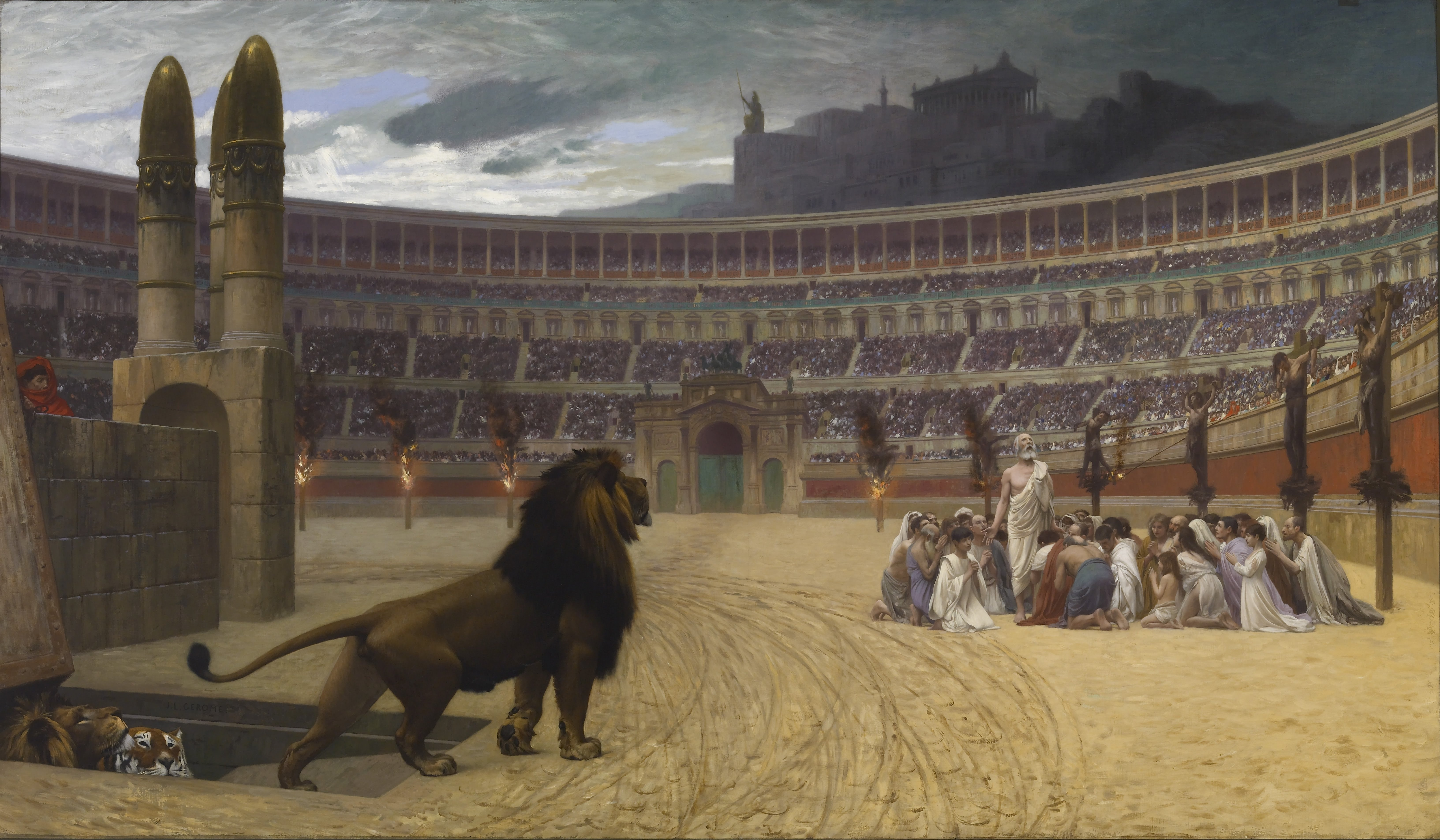
Nero római császár megvádolta a keresztényeket, hogy ők gyújtották föl Rómát, és azért a nép szórakoztatására igen sok keresztényt válogatott módon kivégeztetett. A keresztények idővel a föld alá menekültek.

A korai keresztények barátságtalan, pogány környezetben éltek, ahol a többségi társadalom gyanakodva, sokszor ellenségesen tekintett rájuk. Az első keresztényüldözésre Nero uralkodása alatt került sor, az „idegen és gyanús babona“ ellen/Kr. u. 64/. A keresztényekkel szemben általános volt a bizalmatlanság, és a legrosszabb bűncselekményekkel őket vádolták. Ezért aztán üldözték őket, börtönre, számkivetésre vagy halálra ítéltek közülük sokakat. Nem gyakorolhatták nyíltan a hitüket, ezért aztán szimbólumokat használtak, amelyek a pogányoknak nem mondtak semmit, és a katakombákat is ezzel díszítették, a falra festették azokat, vagy pedig vésték, és a sírköveket is ezekkel pecsételték le.
Idővel a keresztény hitvallás kedvenc kifejezőjévé váltak a szimbólumok, mint a „jó pásztor“, az „Orante“ , valamint Krisztus monogramjának és a halnak együttes ábrázolása.
- A jó pásztor, egy bárány Krisztus attribútumaival és szentlélekkel, amely a bárányt óvja. Ez a szimbólum gyakran szerepel falra festve, vagy domborművű változata szarkofágokon.
- Az orante, imádkozó alak, aki az ég felé tárja karjait, ezzel szimbolizálva az Istennel való egyesülés misztikumát.
- Krisztus monogramjának ábrázolása, amely a görög ábécé X/chi/ és P/ro/ betűkből állt. Mikor ez a monogram volt látható egy sírkövön, az azt jelentette, hogy oda egy keresztény van eltemetve.
- A hal, amely a görögben IXTHYS (Ikhthüsz), és a betűkből a Jézus Krisztus, Isten Fia, a Megváltó szöveg kezdőbetűi olvashatók ki. A hal széles körben elterjedt keresztény szimbólum, összefoglalása a keresztény hitnek.
- A galamb, a csőrében olajfa ággal a szentlélek szimbóluma, és az isteni békéé.
- Az alfa és az omega, a görög ábécé első és utolsó betűje, amely Krisztust jelképezi, aki minden dolgok kezdete és vége.
- A vasmacska, a megváltás jelképe, a léleké, amelyik az örökkévalóság révébe ér.
- A főnix, ókori mitikus madár, aki elég, de a hamuból feltámad, és ezért a feltámadás szimbóluma

## Híres katakombák
Olaszországban
- Római katakombák

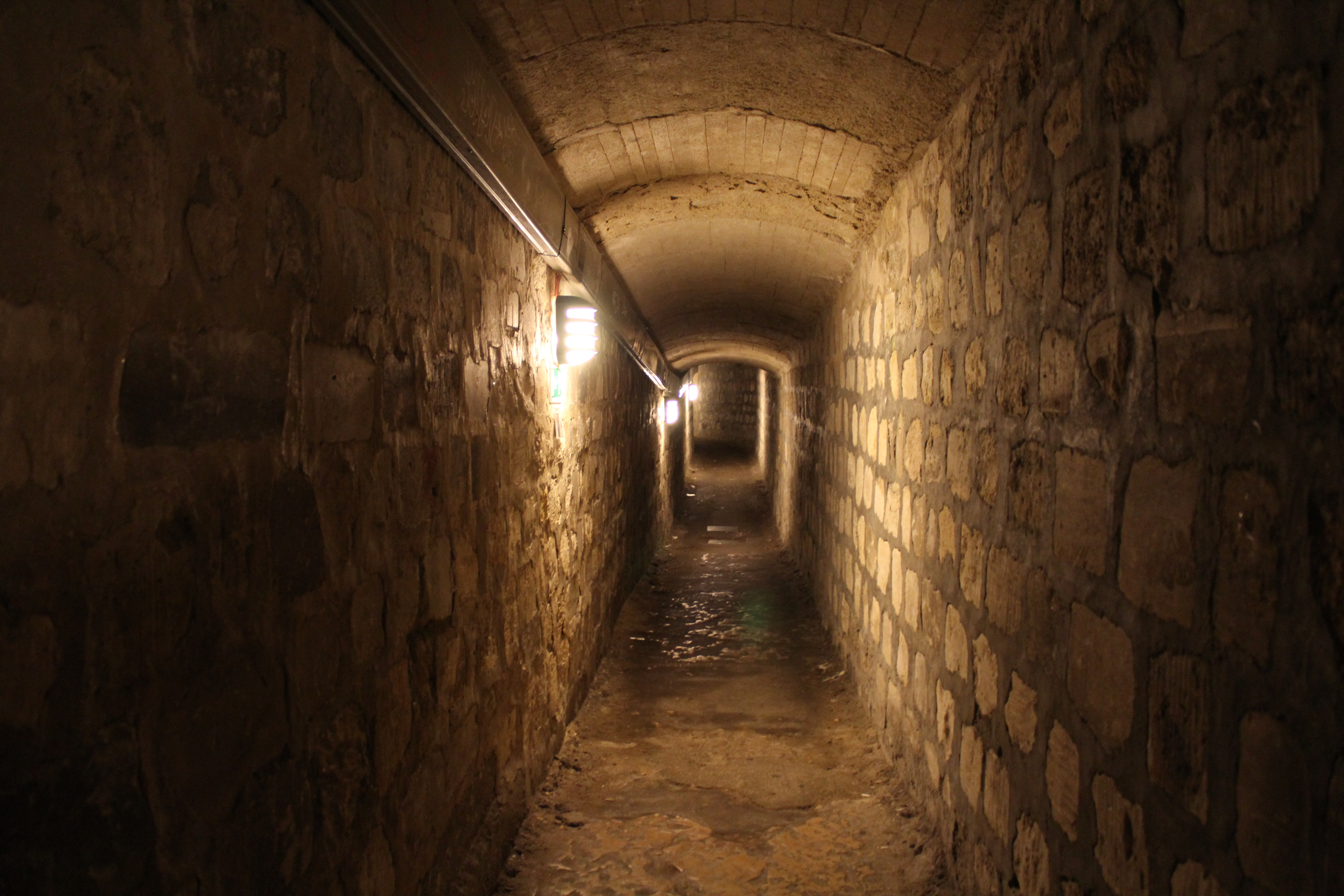
A párizsi katakombák egy járata

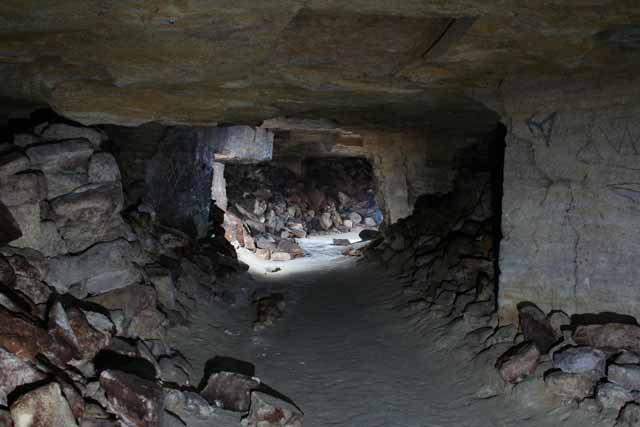
Odesszai katakombarendszer

- Nápoly: San Aspreno, San Gennaro, Santa Maria della Vita, San Severo
- Siracusa,
- Palermo: a kapucinusok katakombája

Európa többi része
- Párizsi katakombák,
- Míloszi katakombák, Görögország
- Rabat, Málta
- Trier (Németország);
- Sacromonte (Granada, Spanyolország),
- Odesszai katakombák (Ukrajna)

Törökország
- Anatólia

Afrika
- Kom el-Sukafa (wd) (Alexandria, Egyiptom)
- Szúsza (Tunézia),

Dél-Amerika
- Szt. Ferenc-kolostor, Lima, Peru,

### Fordítás
- Ez a szócikk részben vagy egészben  a   Catacombs című angol Wikipédia-szócikk fordításán alapul.  Az eredeti cikk szerkesztőit annak laptörténete sorolja fel. Ez a jelzés csupán a megfogalmazás eredetét és a szerzői jogokat jelzi, nem szolgál a cikkben szereplő információk forrásmegjelöléseként.